# خاشاکیان
خاشاکیان (نام علمی: Lymantriini) نام یک تبار از زیرخانواده شاپرک‌های خاشاک است.